# Manjarrés
Manjarrés is een gemeente in de Spaanse provincie en regio La Rioja met een oppervlakte van 6,16 km². Manjarrés telt 115 inwoners (1 januari 2016).

## Demografische ontwikkeling
Bron: INE, 1857-2011: volkstellingen